# Jeżów (gmina)
Pour les articles homonymes, voir Jeżów.
Jeżów est une gmina rurale (gmina wiejska) du powiat de Brzeziny, dans la Voïvodie de Łódź, dans le centre de la Pologne.
Son siège administratif (chef-lieu) est le village de Jeżów, qui se situe à environ 16 kilomètres (km) à l'est de Brzeziny (siège du powiat)) et à 35 kilomètres à l'est de Łódź, la capitale régionale (siège de la voïvodie).
La gmina couvre une superficie de 64,09 km2 pour une population de 3 569 habitants en 2007.

## Histoire
De 1975 à 1998, la gmina est attachée administrativement à la voïvodie de Skierniewice.

Depuis 1999, elle fait partie de la voïvodie de Łódź.

## Géographie
La gmina inclut les villages et localités de :

Localisation de la gmina dans le powiat

- Brynica
- Dąbrowa
- Frydrychów
- Góra
- Jankowice
- Jankowice-Kolonia
- Jasienin Duży
- Jasienin Mały
- Jeżów
- Kosiska
- Leszczyny
- Lubiska
- Lubiska-Kolonia
- Marianówek
- Mikulin
- Mikulin-Parcela
- Mościska
- Olszewo
- Popień
- Popień-Parcela
- Przybyszyce
- Rewica
- Rewica Królewska
- Rewica Szlachecka
- Rewica-Kolonia
- Stare Leszczyny
- Strzelna
- Taurów
- Władysławowo
- Wola Łokotowa
- Zamłynie

### Gminy voisines
La gmina de Jeżów est voisine des gminy de :
- Głuchów
- Koluszki
- Rogów
- Słupia
- Żelechlinek

## Structure du terrain
D'après les données de 2007, la superficie de la commune de Jeżów est de 64,09 kilomètres carrés, répartis comme telle :
- terres agricoles : 88 %
- forêts : 6 %

La commune représente 17,87 % de la superficie du powiat.

## Démographie
Données du 31 décembre 2007 :
| Description        | Total  | Total | Femmes | Femmes | Hommes | Hommes |
| ------------------ | ------ | ----- | ------ | ------ | ------ | ------ |
| Unité              | Nombre | %     | Nombre | %      | Nombre | %      |
| Population         | 3 569  | 100   | 1 756  | 49,2   | 1 813  | 50,8   |
| Densité (hab./km2) | 56     | 56    | 27,5   | 27,5   | 28,5   | 28,5   |